# Френк Маклінток
Френк Маклінток (англ. Frank McLintock, нар. 28 грудня 1939, Глазго) — шотландський футболіст, що грав на позиції півзахисника і центрального захисника за клуби «Лестер Сіті», «Арсенал» та «КПР», а також національну збірну Шотландії. По завершенні ігрової кар'єри — тренер.
Володар Кубка англійської ліги. Чемпіон Англії. Володар Кубка Англії. Володар Кубка ярмарків. Футболіст 1971 року за версією АФЖ.

## Клубна кар'єра
Займався футболом у рідному Глазго. Своїми виступами за одну з місцевих напівпрофесійних команд привернув увагу низки англійських і шотландських клубів.
1957 року успішно пройшов оглядини у «Лестер Сіті» і уклав свій перший контракт з цим клубом. Спочатку виключно тренувався з командою, і на певному етапі її наставник навіть збирався відрахувати юнака, чий зріст на той час становив менше 160 см, однак самовіддачею на тренуваннях довів свою перспективність, а 1959 року, вже за нового головного тренера Метта Гілліса, дебютував на професійному рівні. Швидко став основним гравцем середини поля і, попри неодноразові травми, протягом наступних п'яти сезонів взяв участь у 168 матчах чемпіонату. 1964 року допоміг команді виборити титул володарів Кубка англійської ліги. Утім поступово гравець демонстрував все більшу незадоволеність умовами свого контракту і примарними перспективами на завоювання великих трофеїв з «Лестером». Тож того 1964 року відхилив пропозицію підвищення зарплатні і висловив рішучість змінити клуб.
Його новою командою став лондонський «Арсенал», керівництво якого сплатило за перехід Маклінтока рекордні на той час для «канонірів» 80 тисяч фунтів. Перші роки гравця у лондонському клубі невдалими — попри регулярні виходи на поле він не демонстрував видатної гри, а сама команда перебувала здебільшого у середині турнірної таблиці англійської першості. Натомість шотландець регулярно критикував керівництво і тренерів свого клубу, а згодом зажадав аби його було виставлено на трансфер. Цю його вимогу задоволено не було, і він залишився у команді, що провела декілька змін на тренерському містку і поступово суттєво покращила результати. 1967 року Маклінток був обраний найкращим гравцем сезону у складі «канонірів», а з наступного сезону отримав капітанську пов'язку у команді. 1970 року «Арсенал» уперше за 17 років став володарем престижного трофею, виборовши Кубок ярмарків. Наступного ж року команді підкорилося непересічне для англійського футболу досягняння — вона зробила «золотий дубль», вигравши чемпіонат Англії і кубок країни. Особистий внесок Маклінтока у ці успіхи було відзначено визнанням його Футболістом 1971 року за версією АФЖ. Після тріумфального сезону один з тренерів команди Дон Гоу прийняв пропозицію розпочати самостійну тренерську кар'єру, очоливши «Вест-Бромвіч Альбіон», що на думку Маклінтока негативно вплинуло на атмосферу у команді та її результати. Шотландець знову почав публічно критикувати керівництво клубу і його тренерський штаб, що на тлі погіршення результатів команди вилилося у втрату ним місця в основі «канонірів». У березні 1973 року він подав формальний запит аби його виставили на трансфер, що позбавило його права на проведення прощальної гри за десять років, відданих «Арсеналу».
У червні того ж 1973 року 25 тисяч фунтів за трансфер вже досить вікового гравця сплатили «Квінз Парк Рейнджерс», за яких той провів чотири загалом успішних сезони, після чого оголосив про завершення ігрової кар'єри.

## Виступи за збірну
1963 року дебютував в офіційних матчах у складі національної збірної Шотландії. Проте відтоді залучався до її лав нерегулярно і загалом протягом дев'яти років провів за «тартанових» лише 9 матчів, забивши 1 гол. На думку самого Маклінтока вибір не на його користь керівництвом збірної робився під тиском преси і вболівальників, яки бажали бачити у шотландській національній команді виключно представників «Олд Фірм» («Селтіка» і «Глазго Рейнджерс», найсильніших команд внутрішньої першості). 

## Кар'єра тренера
Розпочав тренерську кар'єру відразу ж по завершенні кар'єри гравця, у серпні 1977 року, очоливши тренерський штаб свого колишнього клубу «Лестер Сіті». Після приходу на тренерську посаду провів декілька неоднозначних трансферів, покдиканих покращити результати команди, яка завершила попередній сезон на 11-му рядку турнірної таблиці чемпіонату. Натомість результати «Лестера» за Маклінтока суттєво погіршилися, зокрема команда видала серію з 26 ігор, в яких було здобуто лише одну перемогу. У квітні 1978 року, коли команда мала суто математичні шанси на збереження місця у найвищому англійському дивізіоні, пішов у відставку з посади її головного тренера.
Згодом працював футбольним оглядачем на телебаченні, після чого у грудні 1982 року прийняв пропозицію очолити молодіжну команду «Квінз Парк Рейнджерс». У лютому 1984 року став головним тренером «Брентфорда», одного з аутсайдерів третього за силою англійського дивізіону. У січні 1987 року залишив цю посаду, після чого знову працював на телебаченні, а у 1990-х був спортивним агентом.

## Титули і досягнення

### Командні
- Володар Кубка англійської ліги (1):

«Лестер Сіті»: 1963-1964
- Чемпіон Англії (1):

«Арсенал»: 1970-1971
- Володар Кубка Англії (1):

«Арсенал»: 1970-1971
- Володар Кубка ярмарків (1):

«Арсенал»: 1969-1970

### Особисті
- Футболіст року за версією АФЖ (1): 1971